# Liste der Äbte von Cluny

Das Wappen der Abtei Cluny

| von  | bis  | Name                                                                                       |
| ---- | ---- | ------------------------------------------------------------------------------------------ |
| 919  | 927  | Berno von Baume (frz. Bernon de Baume)                                                     |
| 927  | 942  | Odo (frz. Odon de Cluny), heiliggesprochen                                                 |
| 942  | 964  | (948) Aymardus (frz. Aymard oder Aimar de Cluny)                                           |
| 964  | 994  | Maiolus (frz. Mayeul oder Maïeul) war ab 954 Koadjutor von Aymardus, heiliggesprochen      |
| 994  | 1049 | Odilo (frz. Odilion), heiliggesprochen                                                     |
| 1049 | 1109 | Hugo I. (frz. Hugues de Semur, Haus Semur), heiliggesprochen                               |
| 1109 | 1122 | Pontius von Melgueil (frz. Pons de Melgueil)                                               |
| 1122 | 1122 | Hugo II. (frz. Hugues), bleibt nur drei Monate im Amt                                      |
| 1122 | 1156 | Petrus Venerabilis (frz. Pierre de Montboissier oder Pierre le Vénérable), seliggesprochen |
| 1158 | 1163 | Hugo III. de Frazans                                                                       |
| 1163 | 1173 | Stephan I. de Boulogne                                                                     |
| 1173 | 1176 | Rodolphe de Sully                                                                          |
| 1176 | 1177 | Gauthier de Châtillon                                                                      |
| 1177 | 1179 | Guillaume I.                                                                               |
| 1180 | 1183 | Thibaud I. de Vermandois                                                                   |
| 1183 | 1199 | Hugues IV. de Clermont                                                                     |
| 1199 | 1207 | Hugues V. von Anjou                                                                        |
| 1207 | 1215 | Guillaume II. von Elsass                                                                   |
| 1215 | 1220 | Giraud von Flandern (auch Gerold von Jerusalem)                                            |
| 1220 | 1228 | Rolland de Hainaut                                                                         |
| 1228 | 1230 | Barthélemy de Florange                                                                     |
| 1230 | 1232 | Etienne II. de Brancion                                                                    |
| 1232 | 1236 | Etienne III de Berze                                                                       |
| 1236 | 1244 | Hugues VI. de Courtenay                                                                    |
| 1244 | 1257 | Guillaume III. de Pontoise                                                                 |
| 1257 | 1270 | Yves I. de Poyson oder de Vergny                                                           |
| 1270 | 1289 | Yves II. de Chassant                                                                       |
| 1289 | 1295 | Guillaume IV. d'Igé                                                                        |
| 1295 | 1308 | Bertrand I. de Colombiers                                                                  |
| 1308 | 1319 | Henri I. de Faultrière                                                                     |
| 1319 | 1322 | Raymond I. de Bonn                                                                         |
| 1322 | 1344 | Pierre II. de Chastelux                                                                    |
| 1344 | 1347 | Itère de Miremande                                                                         |
| 1347 | 1350 | Hugues VII. de Beaufort (Haus Rogier de Beaufort)                                          |
| 1350 | 1351 | Hugues VIII. de Fabry                                                                      |
| 1351 | 1361 | Audrouin de La Roche                                                                       |
| 1361 | 1369 | Simon I. de Brosse                                                                         |
| 1369 | 1374 | Jean I. du Pin                                                                             |
| 1374 | 1383 | Jacques I. de Cosan                                                                        |
| 1383 | 1400 | Jean II. de Cosan                                                                          |
| 1400 | 1416 | Raymond II. de Cadoène                                                                     |
| 1416 | 1424 | Robert I. de Chaudesolle                                                                   |
| 1424 | 1454 | Eude de la Périère                                                                         |
| 1454 | 1480 | Jean III. de Bourbon                                                                       |
| 1485 | 1514 | Jacques II. d’Amboise (Haus Amboise)                                                       |
| 1514 | 1518 | Geoffroy d’Amboise (Haus Amboise)                                                          |
| 1518 |      | Jean IV. de la Magdeleine                                                                  |
| 1518 | 1528 | Aimard II. de Boissy                                                                       |
| 1528 |      | Jacques III. de Roi                                                                        |
| 1528 | 1549 | Johann IV. von Lothringen                                                                  |
| 1549 | 1574 | Karl von Lothringen-Guise                                                                  |
| 1575 | 1612 | Claude de Guise                                                                            |
| 1612 | 1622 | Ludwig von Lothringen                                                                      |
| 1622 | 1635 | Jacques de Vény d’Arbouze                                                                  |
| 1635 | 1642 | Armand-Jean du Plessis de Richelieu                                                        |
| 1642 | 1654 | Armand de Bourbon, prince de Conti                                                         |
| 1654 | 1661 | Jules Mazarin                                                                              |
| 1661 | 1672 | Rinaldo d’Este                                                                             |
| 1672 | 1683 | Henry II. de Beuvron                                                                       |
| 1683 | 1715 | Emmanuel Théodose de la Tour d’Auvergne                                                    |
| 1715 | 1719 | Henri Oswald de La Tour d’Auvergne                                                         |
| 1747 | 1757 | Frédéric-Jérôme de la Rochefoucauld de Roye                                                |
| 1757 | 1790 | Dominique de La Rochefoucauld                                                              |